# Friedhelm Neidhardt
Friedhelm Walter Neidhardt (* 3. Januar 1934 in Gadderbaum; † 31. Oktober 2023 in Berlin) war ein deutscher Soziologe und Universitätsprofessor. 

## Werdegang
Friedhelm Neidhardt, geboren am 3. Januar 1934 in Gadderbaum, studierte Volkswirtschaftslehre, Philosophie und Psychologie an den Universitäten Hamburg und Kiel, nahm dann an der Indiana University in Bloomington (USA) auch das Studium der Soziologie auf. In diesem Fach wurde Neidhardt 1962 in Kiel promoviert. Seit 1961 war er Assistent von Karl Martin Bolte an der Hamburger Akademie für Wirtschaft und Politik und folgte ihm nach München. 1968 habilitierte er sich dort für Soziologie.
Friedhelm Neidhardt wurde 1968 an die Hamburger Akademie auf einen Lehrstuhl berufen. Neidhardt war zudem von 1969 bis 1971 Rektor der Akademie für Wirtschaft und Politik. 1971 nahm er einen Ruf an die Eberhard Karls Universität Tübingen an, 1975 nach Universität zu Köln. Dort wurde er 1978 Mitherausgeber der Kölner Zeitschrift für Soziologie und Sozialpsychologie (KZfSS). Dieses Amt hatte er bis 1992 inne. 1988/89 wechselte er von Köln an das Institut für Soziologie der Freien Universität Berlin, wo er bis 1999 eine Sonderprofessur innehatte.
Er war von 1994 bis 2000 Präsident des Wissenschaftszentrums Berlin für Sozialforschung in Berlin. Er wurde 2001 emeritiert. Neidhardt verstarb am 31. Oktober 2023 im Alter von 89 Jahren in Berlin.

## Ehrungen und Auszeichnungen
- 2008: Verdienstorden der Bundesrepublik Deutschland (Verdienstkreuz I. Klasse)

## Veröffentlichungen (Auswahl)
- Studenten im internationalen Wohnheim. Gruppendynamik und Sozialisation. Mohr, Tübingen 1963 (= Dissertation Universität Kiel).
- Die Familie in Deutschland. Gesellschaftliche Stellung, Struktur und Funktionen (= Beiträge zur Sozialkunde. Reihe B, Bd. 5). Leske, Opladen 1966 (4. Aufl. 1975, ISBN 3-8100-0010-8).
- Die junge Generation. Jugend und Gesellschaft in der Bundesrepublik (= Beiträge zur Sozialkunde. Reihe B, Bd. 6). Leske, Opladen 1967 (3. Aufl. 1970).
- Jugend im Spektrum der Wissenschaften. Beiträge zur Theorie des Jugendalters (= Reihe Deutsches Jugendinstitut, Bd. 3). Juventa-Verlag, München 1970.
- (mit Karl Martin Bolte u. Dieter Kappe): Soziale Ungleichheit. 4. Aufl. (Beiträge zur Sozialkunde. Reihe B, Bd. 4). Leske + Budrich, Opladen 1975, ISBN 3-8100-0032-9.
- (Hrsg.): Gruppensoziologie. Perspektiven und Materialien (= Kölner Zeitschrift für Soziologie und Sozialpsychologie, Sonderhefte, Bd. 25). Westdeutscher Verlag, Opladen 1983, ISBN 3-531-11673-8.
- (mit Karl-Heinrich Bette): Förderungseinrichtungen im Hochleistungssport. Strukturen und Probleme (= Schriftenreihe des Bundesinstituts für Sportwissenschaft, Bd. 57). Hofmann, Schorndorf 1985, ISBN 3-7780-8571-9.
- Selbststeuerung in der Forschungsförderung. Das Gutachterwesen der DFG. Westdeutscher Verlag, Opladen 1988, ISBN 3-531-12037-9.
- (mit Jürgen Gerhards u. Dieter Rucht): Zwischen Palaver und Diskurs. Strukturen öffentlicher Meinungsbildung am Beispiel der deutschen Diskussion zur Abtreibung. Westdeutscher Verlag, Opladen 1998, ISBN 3-531-13203-2.
- (mit Christiane Eilders u. Barbara Pfetsch): Die Stimme der Medien. Pressekommentare und politische Öffentlichkeit in der Bundesrepublik. VS Verlag für Sozialwissenschaft, Wiesbaden 2004, ISBN 978-3-531-14217-3.